# أختر خان
أختر خان (بالإنجليزية: Akhtar Khan)‏ هو ناقد سينمائي بريطاني، ولد في القرن العشرين.